# Joannès Ravanat
Joannès Ravanat, né le 1er décembre 1882 à Laffrey (Isère) et mort le 14 mars 1958 à Grenoble (Isère), est un homme politique français.

## Biographie
Joannès Ravanat naît dans une famille d'origine modeste à Laffrey, où son père était gantier ; son premier travail fut d'ailleurs dans une ganterie. Ensuite il travailla comme comptable, puis comme gestionnaire à l'imprimerie du journal Le Droit du Peuple, qui était de tendance socialiste. 
C'est durant son second mandat de député en 1934 qu'il inaugure avec Léon Martin le téléphérique de Grenoble Bastille.
Il décide de voter favorablement l'attribution des pleins pouvoirs constituants au maréchal Pétain le mercredi 10 juillet 1940 lors du congrès de Vichy.

## Détail des fonctions et des mandats
Mandats locaux
- 1919 - : Conseiller municipal de Grenoble
- 1925 - : Conseiller général du Canton du Grenoble-Nord puis vice-président

Mandats parlementaires
- Trois mandats successifs de député de l'Isère : 29 avril 1928-31 mai 1932, 1er mai 1932-31 mai 1936 puis 26 avril 1936 - 31 mai 1942.

## Sources
- « Joannès Ravanat », dans le Dictionnaire des parlementaires français (1889-1940), sous la direction de Jean Jolly, PUF, 1960 [détail de l’édition]